# Vladimeri Gamq'relidze
Vladimeri Gamq'relidze (in georgiano ვლადიმერი გამყრელიძე?; Ambrolauri, 11 giugno 2001) è un lottatore georgiano specializzato nella lotta libera.

## Biografia
E' allenato da Levan Barsonidze, direttore dell'Ambrolauri Wrestling Club "Palavani".
Agli europei di Budapest 2022, al suo esordio in una grande competizione internazionale seniores, ha guadagnato la medaglia di bronzo nel torneo dei 79 kg.

## Palmarès
| Anno | Manifestazione   | Sede     | Evento | Risultato | Note |
| ---- | ---------------- | -------- | ------ | --------- | ---- |
| 2016 | Mondiali cadetti | Tbilisi  | 46 kg  | 10º       |      |
| 2017 | Europei cadetti  | Sarajevo | 54 kg  | Argento   |      |
| 2017 | Mondiali cadetti | Atene    | 54 kg  | 7º        |      |
| 2018 | Europei cadetti  | Skopje   | 60 kg  | Bronzo    |      |
| 2018 | Mondiali cadetti | Zagabria | 65 kg  | 5º        |      |
| 2021 | Europei U23      | Skopje   | 74 kg  | Bronzo    |      |
| 2021 | Europei junior   | Dortmund | 74 kg  | 5º        |      |
| 2021 | Mondiali junior  | Ufa      | 74 kg  | 9º        |      |
| 2022 | Europei          | Budapest | 79 kg  | Bronzo    |      |